# Blackwood Farm
Der Roman Blackwood Farm (Originaltitel: Blackwood Farm) von der amerikanischen Schriftstellerin Anne Rice wurde 2002 veröffentlicht und ist das neunte Buch aus der Chronik der Vampire.
Im Mittelpunkt der Erzählung steht die Figur Quinn Blackwood mit seiner Lebens- und Leidensgeschichte.

## Inhalt des Vampirromans
Der junge Vampir Tarquin (kurz Quinn) Anthony Blackwood dringt in das Haus des Vampirs Lestat de Liouncourt in New Orleans ein, um ihn bei der Vernichtung eines Geistes, der von Quinn nur Goblin genannt wird, um Hilfe zu bitten. Goblin, was Kobold bedeutet, war für Quinn seit seiner frühsten Kindheit ein Freund und ständiger Wegbegleiter, der äußerlich seine Gestalt angenommen hatte. Jedoch nach der Umwandlung in einen Vampir hatte Goblin ihn wiederholt angegriffen, um Blut aus ihm zu saugen.
In Lestats Wohnung, die sich in der Rue Royale im French Quarter von New Orleans befindet, trifft Quinn auf seinen Bekannten Sterling Oliver, welcher der Geheimorganisation der Talamasca angehört, und trinkt unkontrolliert von ihm bis Lestat eingreift.

Stammtafel der Familie Blackwood

Lestat hegt bald Sympathien für den jungen Vampir und begleitet ihn auf sein Anwesen Blackwood Manor, das sich nördlich von New Orleans in der Nähe des Lake Pontchartrain befindet.
Nach der Bekanntschaft mit Tante Queen, die leidenschaftlich Kameen sammelt, hört sich Lestat nun Quinns Lebens- und auch Leidensgeschichte an, um die Problematik mit dem Geist Goblin besser zu verstehen.
Quinn erzählt hierbei von seiner frühen Kindheit, Jugend, seiner Familie, von der Entdeckung einer verborgenen Einsiedelei im Sumpf sowie seiner ersten Liebe zu der Hexe Mona Mayfair, die ebenfalls Geister sehen kann, seinen wachsenden Problemen mit Goblin und schließlich von seiner Umwandlung in einen Vampir durch die aus römischer Zeit stammende Petronia, einem Hermaphrodit.
Nach dem Tod von Tante Queen, der von Goblin verursacht wurde, sichert Lestat nun Quinn seine Unterstützung zu und bezieht dafür Merrick Mayfair, einem Vampir mit zauberischen Kräften, ein, die mithilfe von Quinns Mutter die Herkunft von Goblin lüftet. Denn Goblin ist der Geist von Quinns im Säuglingsalter verstorbenen Zwillingsbruder Garwain, dessen Seele noch erdgebunden ist.
Mithilfe von Merrick, die den Leichnam des toten Zwillings für das Ritual der Austreibung an sich genommen hat, wird Goblin exorziert. Jedoch begibt sich Merrick danach zusammen mit Garwains Leichnam in die Flammen. 
Im Anschluss daran erscheint die todkranke Mona auf Blackwood Manor und will vom Lestat zum Vampir verwandelt werden.

## Erzählsituation und Zeitebene
Der Roman, welcher in der Ich-Perspektive von Tarquin Blackwood verfasst ist, verläuft in seiner erzählerischen Struktur zweigeteilt: Hierbei bilden das Zusammentreffen der Vampire Quinn und Lestat, der gemeinsame Besuch auf Blackwood Manor sowie der Tod von Tante Queen, die Austreibung von Goblin und das Angebot zur Umwandlung Monas in einen Vampir die Rahmenhandlung der Erzählung. Quinns ausführliche Berichte über seine Kindheit, Jugend, Familie usw., die einen Großteil des Romans einnehmen, hingegen stellen die Binnenhandlung dar, auf die Rice den eigentlichen Fokus gesetzt hat. Jedoch liegt die Funktion der Binnenhandlung nicht darin, für den Leser notwendige Informationen für das Verständnis der Rahmenhandlung bereitzustellen, die schon durch den Brief an Lestat gegeben werden, sondern in der Einführung einer neuen Figur (Quinn) und die Ausgestaltung des Charakters.
Innerhalb dieser Binnenhandlung, die eine Rückblende darstellt, kommt es weiterhin vereinzelt zu weiteren retrospektivischen Einschüben wie der Geschichte um die Geliebte von Quinns Ahnen Manfred oder die Erzählung Petronias über ihr Leben als weiblicher Gladiator im Römischen Reich.

## Motive
Rice greift in ihrem Werk das binäre Motiv des Doppelgängers auf, welches sich jedoch im Verlauf der Handlung umkehrt und eine starke Bipolarität zur Folge hat.
Zunächst agiert Goblin, dessen spiegelbildliche Erscheinung zu Quinn wiederholt im Roman betont wird, als Quinns einziger „gleichaltriger“ Spielgefährte und Freund, der ihm das Gefühl verleiht, nie einsam zu sein und dadurch zusätzlich Geborgenheit gibt. Goblin, der stets als selbstständige Persönlichkeit auftritt, wird durch Quinn beinahe gleichwertig behandelt (er erhält einen eigenen Stuhl, Essen und Getränke) und beide unterstützen sich gegenseitig beim Lernprozess. Somit entsteht ein Doppelgänger-Motiv mit einem kopulativen (verbindenden) Charakter, wo sich beide Interaktanten unterstützen und eine einzigartige intime Bindung aufbauen.
Jedoch durch Quinns Älterwerden, seine geistige Reifung, dem Umgang mit Mona, der über dreijährigen Reise nach Europa und schließlich durch die Umwandlung in einen Vampir löst sich das Verhältnis zwischen Quinn und Goblin schrittweise, wobei Goblin zunehmend an Macht gewinnt und für Quinn und seine Umgebung eine Gefahr wird. Hierbei findet zwischen beiden keine Kommunikation mehr statt und der Doppelgänger-Geist tritt nur noch durch aggressives Verhalten in den Vordergrund. Goblin hat sich zu einem in der Literatur traditionellen Doppelgänger entwickelt, der zu seinem Original in einer adversiven (auseinanderstrebenden) Beziehung steht und deswegen vernichtet werden soll.

## Historische Bezüge
Neben den vereinzelt auftretenden Bezügen zu der zeitnahen Familiengeschichte von Quinn Blackwood wird die Lebensgeschichte des Hermaphrodit Petronia separat herausgestellt. Hierbei wird ihr Leben als weiblicher Gladiator im Römischen Reich, ihr Verkauf an den aus Athen stammenden Vampir Arion sowie ihre Flucht vor dem Ausbruch des Vesuv im Jahr 79 n. Chr. bei Pompeji beschrieben.

## Bezüge zur Chronik
Erstmals erfährt der Leser, was mit Lestat passierte als er leblos und wie im Koma auf dem Boden der Kapelle im St.-Elisabeth-Konvent lag, was sowohl bei Armand der Vampir als auch bei Merrick oder die Schuld des Vampirs beschrieben wird. Durch die Rückgabe seines rechten Auges, welches er wegen Memnoch verloren hatte, konnten die Gestalten, die sich „Engel“ nannten, Kontakt zu ihm herstellen und mit seinem Geist reden. Währenddessen blieb sein Körper reglos in der Obhut seiner Vampir-Freunde.

## Bezüge zur ReiheDie Mayfair-Hexen
Nachdem schon in Merrick personelle Verknüpfungen zwischen der Chronik und der Reihe Die Mayfair-Hexen (1990–1994) hergestellt worden waren, werden diese nun in Blackwood Farm stärker ausgebaut, indem Figuren der weißen Mayfair-Hexen des Garden Districts (Mona, Rowan Mayfair und Michael Curry) aktiv in die Geschichte eingebunden werden und an der Handlung teilnehmen.

## Rezension
Für die Entertainment Weekly waren zwar die Charaktere und die Handlung etwas lächerlich, aber dennoch bereite der Roman dem Leser ein wahres Vergnügen, zumal die Geschichte angefüllt sei mit Geistern, Blut und Sex, was schon allein für sich sprechen würde.

## Textausgabe
- Rice, Anne: Blackwood Farm. Goldmann 2007, ISBN 3-442-46169-3.

## Sekundärliteratur
- Katherine Ramsland / Anne Rice. Prism of the Night. A Biography of Anne Rice. New York: Penguin, 1994.
- Gary Hoppenstand / Ray B. Browne. The Gothic World of Anne Rice. Twayne Publishers, 1994.
- Jennifer Smith. Anne Rice – A Critical Companion. Westport: Greenwood Press, 1996.
- George E. Haggerty. Anne Rice and the Queering of Culture. In: Novel: A Forum on Fiction 32.1, 1998, S. 5–18.
- Erwin Jänsch. Softie-Vampir Lestat in: Das Vampirlexikon, München: Knaur, 2000, S. 232–239.
- Rebecca Cordes. Anne Rice’s „Vampire Chronicles“ – Myth and History.Osnabrück: Der andere Verlag, 2004.